# Toropsis melleus
Toropsis melleus är en insektsart som beskrevs av Evans 1935. Toropsis melleus ingår i släktet Toropsis och familjen dvärgstritar. Inga underarter finns listade i Catalogue of Life.